# Suecia en los Juegos Olímpicos de Cortina d'Ampezzo 1956
Suecia estuvo representada en los Juegos Olímpicos de Cortina d'Ampezzo 1956 por un total de 58 deportistas que compitieron en 8 deportes.  
El portador de la bandera en la ceremonia de apertura fue el saltador en esquí Bror Östman.

## Medallistas
El equipo olímpico sueco obtuvo las siguientes medallas:
| Nombre                                                             | Deporte               | Competición  |
| ------------------------------------------------------------------ | --------------------- | ------------ |
| Oro                                                                |                       |              |
| Sixten Jernberg                                                    | Esquí de fondo        | 50 km M      |
| Sigvard Ericsson                                                   | Patinaje de velocidad | 10 000 m M   |
| Plata                                                              |                       |              |
| Bengt Eriksson                                                     | Combinada nórdica     | Individual M |
| Sixten Jernberg                                                    | Esquí de fondo        | 15 km M      |
| Sixten Jernberg                                                    | Esquí de fondo        | 30 km M      |
| Sigvard Ericsson                                                   | Patinaje de velocidad | 5000 m M     |
| Bronce                                                             |                       |              |
| Stig Sollander                                                     | Esquí alpino          | Eslalon M    |
| Sonja Edström                                                      | Esquí de fondo        | 10 km F      |
| Irma Johansson Anna-Lisa Eriksson Sonja Edström                    | Esquí de fondo        | 3 × 5 km F   |
| Lennart Larsson Gunnar Samuelsson Per-Erik Larsson Sixten Jernberg | Esquí de fondo        | 4 × 10 km M  |